# Djedefhor
Djedefhor (fl. XXVI secolo a.C.) è stato un principe egizio della IV dinastia. Il suo nome significa "Egli resiste come Horus".

## Biografia
| H | Hr · r | Dd | f · A1 |

| H | Hr · r | Dd | f · A1 |

Djedefhor (o Hordjedef secondo una diversa lettura del nome) fu figlio del faraone Cheope (2589–2566 a.C.) e fratellastro dei faraoni Djedefra (2566–2558 a.C.) e Chefren (2558–2532 a.C.). Il nome della "sposa reale" di Cheope Meritites I compare nella tomba a mastaba G7220 ed è possibile che si tratti di sua madre. 
Djedefhor è menzionato in un'iscrizione rinvenuta nello Uadi Hammamat: il suo nome compare in un cartiglio subito dopo i nomi di Cheope, Djedefra e Chefren e prima di quello di un altro fratello, Bafra. Non si ha alcun'evidenza archeologica che Djedefhor e Baufra abbiano mai regnato. Si tratta dell'unico documento che lo attesti come sovrano. L'assenza di ogni altra prova al riguardo rende il suo eventuale regno molto dubbio. 
L'esatta posizione di un eventuale regno di Djedefhor non è definibile. Djedefhor è citato anche nel testo di epoca ramesside, ma risalente al Medio Regio, conosciuto come Papiro Westcar. Fu forse divinizzato dopo la morte.